# 메트리아칸토사우루스
메트리아칸토사우루스는 중생대 쥐라기 후기 지금의 영국 지역에서 살았던 공룡이다. 속명의 뜻은 '보통, 알맞은'을 뜻하는 그리스어 metrikos와 '척추, 돌기'를 뜻하는 akantha에서 따온 '알맞은 돌기 도마뱀'을 의미한다.

## 특징
메트리아칸토사우루스는 몸길이가 7~8m이고, 대퇴골의 길이가 80 센티미터 (31 in)인 중대형 수각류이다. 속명의 유래가 된 등의 돌기는 다른 알로사우루스상과의 공룡들보다 높지만, 같은 알로사우루스상과에 속하는 아크로칸토사우루스보다는 낮은 편이다. 몸무게는 미국의 고생물학자 그레고리 S. 폴이 1998년에 1t 정도로 추정했지만 이후 2t으로 수정되었다.
이들은 에우스트렙토스폰딜루스나 케티오사우루스, 렉소비사우루스와 같이 서식했던 것으로 추정된다.

## 연구사
옥스포드클레이층(Oxford Clay Formation)에서 등뼈, 다리뼈, 엉덩이뼈 등만이 부분적으로 발견이 되어 메트리아칸토사우루스의 형태를 복원하는 과정에서 비슷한 공룡들을 참고하였다. 1923년 독일의 고생물학자 프리드리히 폰 후에네는 메갈로사우루스에 속하는 종이라 여겨 '메갈로사우루스 파르케리'로 이름을 붙였으나, 1964년 메갈로사우루스와는 연관이 없는 것으로 밝혀지고 '메트리아칸토사우루스과'라는 새로운 과가 만들어져 여기에 속하게 되었다.

## 같이 보기
- 케라토사우루스
- 메갈로사우루스
- 신랍토르
- 아크로칸토사우루스